# سنجه سیم آمریکایی
سنجه سیم آمریکایی (AWG)، همچنین به عنوان سنجه سیم براون و شارپ شناخته می‌شود، یک سیستم اندازه‌گیری استانداردشده پله‌ای لگاریتمی است که از سال ۱۸۵۷، عمدتاً در آمریکای شمالی، برای قطر سیم‌های رسانای الکتریکی گرد، مفتولی، غیرآهنی استفاده می‌شود. ابعاد سیم‌ها در استاندارد ای‌اس‌تی‌ام بی۲۵۸ مشخص شده‌است. سطح مقطع هر سنجه یک عامل مهم برای تعیین حمل جریان‌پذیری آن است.
(AWG) که برگرفته از عبارت American Wire Gauge است، روش استاندارد برای نشان دادن اندازه سیم در آمریکای شمالی است. در AWG، هر چه عدد بزرگتر باشد، قطر و ضخامت سیم کمتر است. بزرگترین اندازه استاندارد AWGا صفر ست و 40 AWG کوچکترین اندازه استاندارد است.
AWG برای سیم تک رشته، جامد، گرد و رسانای الکتریکی است. اولین بار در سال 1857 به عنوان یک استاندارد برای جایگزینی اندازه گیری های مختلف مورد استفاده توسط تولید کنندگان مختلف معرفی شد. استفاده از اعداد بزرگتر که نشان دهنده سیم های کوچکتر هستند مشابه استاندارد Wire Gauge است که در بریتانیا استفاده می شود.

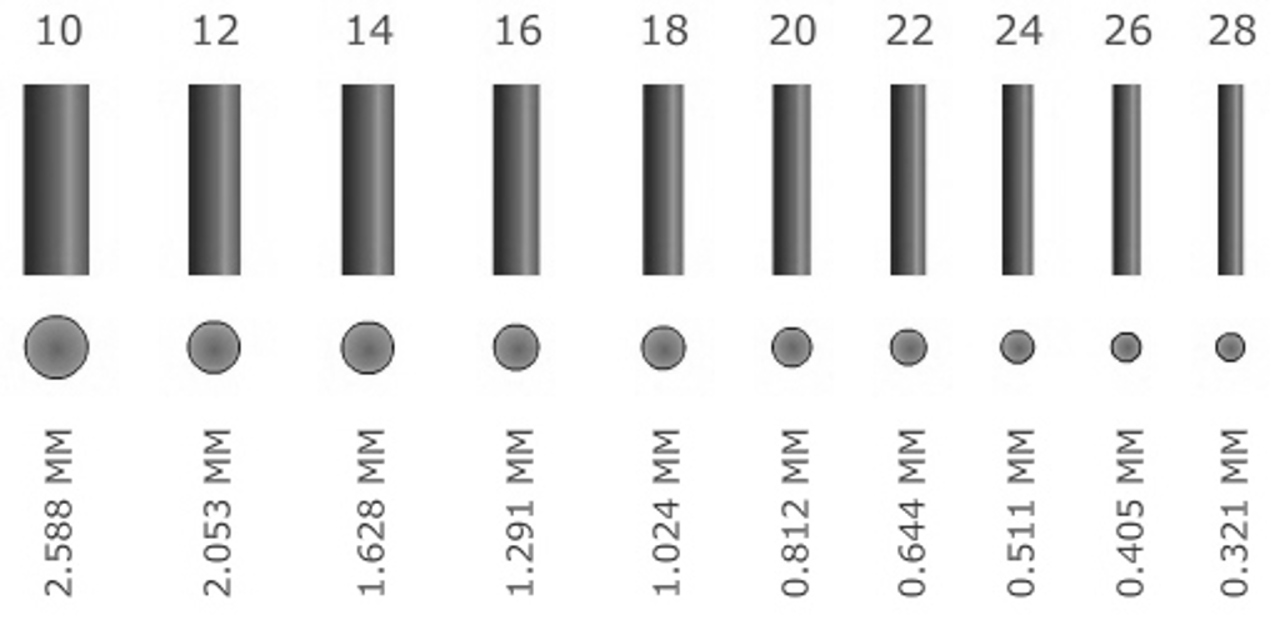
American wire gauge

اکثر کشورهای دیگر از استاندارد متریک بین‌المللی سطح مقطع سیم بر حسب میلی‌متر مربع (mm2) که در کمیسیون بین‌المللی الکتروتکنیکی 60228 تعریف شده است، استفاده می‌کنند.اندازه AWG شامل اندازه عایق محافظ سیم نمی شود.
AWG به یک نام عددی اشاره دارد که به توصیف اندازه و ظرفیت سیم ها کمک می کند و با مجذور کردن تعداد شعاع سیم و ضرب آن در پی (AWG = πr²) محاسبه می شود.به عنوان مثال، کابل 23AWG سیم های بزرگتری نسبت به کابل 28AWG دارد و کابل 26AWG سیم های کوچکتری نسبت به کابل 24AWG دارد.
0000 AWG با قطر 0.46 اینچ و 36 AWG به قطر 0.005 اینچ تعریف می شود. تمام اندازه های دیگر به عنوان مراحل لگاریتمی بین این دو اندازه تعریف شده به دست می آیند. 39 پله گیج بین این اندازه ها وجود دارد و نسبت قطر آن 1 به 92 است.
یک سیم گیج کوچکتر (اندازه بزرگتر) می تواند با خیال راحت الکتریسیته بیشتری را نسبت به سیم گیج بزرگتر (اندازه کوچکتر) هدایت کند. کاهش اندازه AWG یک سیم به میزان سه، سطح مقطع سیم را دو برابر می کند و مقدار جریانی که می تواند حمل کند را دو برابر می کند. تغییر اندازه AWG به میزان 10، سطح مقطع را ده برابر می کند.
از آنجایی که آلومینیوم به خوبی مس رسانا نیست، برای محاسبه میزان جریانی که یک سیم آلومینیومی در مقایسه با سیم مسی می تواند داشته باشد، آن را به عنوان AWG 2 گیج بزرگتر در نظر بگیرید.
هرچه سطح مقطع سیم بزرگتر باشد مقاومت آن کمتر می شود. همچنین، هر چه سطح مقطع بزرگتر باشد، میزان جریان (آمپراژ) سیم را می تواند قبل از گرم شدن بیش از حد، با خیال راحت حمل کند. سیمی با گیج کوچکتر (قطر بزرگتر) می تواند قدرت بیشتری نسبت به سیمی با گیج بزرگتر حمل کند.
به طور کلی، یک عدد AWG کمتر بهتر از AWG بالاتر است.AWG برای سیم‌هایی که نیروی برق را حمل می‌کنند - برای مثال، سیم‌کشی برق خانگی یا تجاری، سیم‌های داخلی یا سیم‌های پرقدرت در مصارف خودرو یا صدا، اهمیت اولیه دارد. اگر از سیم خیلی کوچک استفاده شود (AWG بالا)، ممکن است سیم بیش از حد گرم شود، ذوب شود یا آتش بگیرد. بنابراین، مهم است که ظرفیت حمل جریان یک سیم یا مدار در نظر گرفته شود.
سیم ضخیم تر از فلز بیشتری استفاده می کند و بنابراین گران تر است.برای سیم های حامل سیگنال، مانند اتصال صوتی (RCA، S/PDIF) یا اتصال تصویری (VGA، DVI یا HDMI)، AWG سیم به اندازه سیم برق مهم نیست. از آنجایی که این سیگنال‌های الکتریکی معمولاً کم توان هستند، AWG کوچکتر (سیم بزرگتر) مورد نیاز نیست. در این شرایط، محافظ مناسب و چرخش جفت کابل برای یکپارچگی سیگنال مهمتر از AWG رشته ها است.
AWG پایین ممکن است استحکام فیزیکی کابل را افزایش دهد و می تواند در شرایطی که سیم پیچیده، خم، کشیده شده یا به گونه ای دیگر برای جلوگیری از شکستن کابل در داخل استفاده می شود، مفید باشد. سیم رشته ای نیز نسبت به سیم جامد در برابر شکستگی ناشی از خمش مقاوم تر است.در مورد اینکه از چه سیم AWG برای شبکه استفاده می شود، توجه دقیقی لازم است. از آنجایی که سیم ضخیم تر مقاومت کمتری دارد، ممکن است برای کابل کشی طولانی مورد نیاز باشد.
AWG همچنین معمولاً برای مشخص‌کردن اندازه‌های جواهرات با بدنه سوراخ‌شده (به خصوص اندازه‌های کوچکتر) استفاده می‌شود، حتی اگر این مواد فلزی نباشد.

## فرمول‌ها
طبق تعریف، AWG شماره ۳۶ مقدار قطر ۰٫۰۰۵ اینچ است، و شماره ۰۰۰۰ برابر قطر ۰٫۴۶ اینچ است نسبت این قطرها ۱:۹۲ است و از اندازه شماره ۴۰ اندازه سنج وجود دارد. ۴۰ سنجه از شماره ۳۶ تا شماره ۰۰۰۰ یا ۳۹ پله وجود دارد. از آنجا که هر عدد سنجه متوالی مساحت مقطع را با ضریب ثابتی افزایش می‌دهد، قطرها از لحاظ هندسی متفاوت هستند. هر دو سنجه متوالی (به عنوان مثال، A و B) دارای قطری در نسبت {\displaystyle {\sqrt[{39}]{92}}} (قطر A تقسیم بر B) (تقریباً ۱٫۱۲۲۹۳) هستند، درحالی که برای سنجه‌هایی که دو پله از هم فاصله دارد (به عنوان مثال، A, B و C)، نسبت C به A در حدود ۱٫۱۲۲۹۳ به توان دو معادل ۱٫۲۶۰۹۸ است. قطر یک سیم شماره a AWG برای سنجه‌ای کوچک‌تر از ۰۰ (۳۶ تا ۰) مطابق فرمول زیر تعیین می‌شود:
{\displaystyle d_{n}=0.005~\mathrm {inch} \times 92^{\frac {36-n}{39}}=0.127~\mathrm {mm} \times 92^{\frac {36-n}{39}}}
(به سنجه‌های بزرگتر از شماره ۰ مراجعه کنید. (به عنوان مثال، شماره ۰۰، شماره ۰۰۰، شماره 0000) )
یا معادل آن:
{\displaystyle d_{n}=e^{-1.12436-0.11594n}\ \mathrm {inch} =e^{2.1104-0.11594n}\ \mathrm {mm} }
سنجه را می‌توان با استفاده از قطر محاسبه‌کرد
{\displaystyle n=-39\log _{92}\left({\frac {d_{n}}{0.005~\mathrm {inch} }}\right)+36=-39\log _{92}\left({\frac {d_{n}}{0.127~\mathrm {mm} }}\right)+36}
و سطح مقطع است
{\displaystyle A_{n}={\frac {\pi }{4}}d_{n}^{2}=0.000019635~\mathrm {inch} ^{2}\times 92^{\frac {36-n}{19.5}}=0.012668~\mathrm {mm} ^{2}\times 92^{\frac {36-n}{19.5}}} ،
مقاومت نسبی سیم مسی: 27 
| AWG | mΩ/ft | mΩ/m |    | AWG  | mΩ/ft | mΩ/m |      | AWG | mΩ/ft | mΩ/m |      | AWG | mΩ/ft | mΩ/m |
| ۰   | ۰٫۱   | 0.32 | ۱۰ | 1    | ۳٫۲   | ۲۰   | ۱۰   | ۳۲  | ۳۰    | ۱۰۰  | ۳۲۰  |     |       |      |
| ۱   | 0.125 | 0.4  | ۱۱ | 1.25 | ۴     | ۲۱   | ۱۲٫۵ | ۴۰  | ۳۱    | ۱۲۵  | ۴۰۰  |     |       |      |
| ۲   | 0.16  | 0.5  | ۱۲ | 1.6  | ۵     | ۲۲   | ۱۶   | ۵۰  | ۳۲    | ۱۶۰  | ۵۰۰  |     |       |      |
| ۳   | 0.2   | 0.64 | ۱۳ | 2    | ۶٫۴   | ۲۳   | ۲۰   | ۶۴  | ۳۳    | ۲۰۰  | ۶۴۰  |     |       |      |
| ۴   | 0.25  | 0.8  | ۱۴ | 2.5  | ۸     | ۲۴   | ۲۵   | ۸۰  | ۳۴    | ۲۵۰  | ۸۰۰  |     |       |      |
| ۵   | 0.32  | 1    | ۱۵ | 3.2  | ۱۰    | ۲۵   | ۳۲   | ۱۰۰ | ۳۵    | ۳۲۰  | ۱۰۰۰ |     |       |      |
| ۶   | 0.4   | 1.25 | ۱۶ | 4    | ۱۲٫۵  | ۲۶   | ۴۰   | ۱۲۵ | ۳۶    | ۴۰۰  | ۱۲۵۰ |     |       |      |
| ۷   | 0.5   | 1.6  | ۱۷ | 5    | ۱۶    | ۲۷   | ۵۰   | ۱۶۰ | ۳۷    | ۵۰۰  | ۱۶۰۰ |     |       |      |
| ۸   | 0.64  | 2    | ۱۸ | 6.4  | ۲۰    | ۲۸   | ۶۴   | ۲۰۰ | ۳۸    | ۶۴۰  | ۲۰۰۰ |     |       |      |
| ۹   | 0.8   | 2.5  | ۱۹ | 8    | ۲۵    | ۲۹   | ۸۰   | ۲۵۰ | ۳۹    | ۸۰۰  | ۲۵۰۰ |     |       |      |

## AWG های رایج کدامند؟
انواع خاصی از کابل ها همیشه AWG یکسان خواهند بود. به عنوان مثال، کابل‌های کواکسی معمولاً به یک اندازه در سراسر تخته هستند و کانکتورهای مختلفی برای انواع مختلف کابل‌ها ساخته شده‌اند.

### AWG 24:
این یک سیم به نسبت ضخیم تر است. کابل‌های اترنت با هادی‌های AWG 24 می‌توانند جریان بیشتری را حمل کنند و اغلب در برنامه‌هایی استفاده می‌شوند که کابل‌های طولانی‌تری مورد نیاز است یا قدرت سیگنال حیاتی است.

### AWG 26:
این یک سیم به نسبت نازکتر است. کابل‌های اترنت با هادی‌های AWG 26 انعطاف‌پذیرتر هستند و کار با آن‌ها آسان‌تر است. معمولاً برای کابل‌های کوتاه‌تر یا در کاربردهایی که انعطاف‌پذیری و محدودیت‌های فضا اهمیت بیشتری دارند، استفاده می‌شوند.

### AWG 28:
این باریک ترین گیج سیم در بین این سه عدد است. کابل‌های اترنت با AWG 28 بسیار انعطاف‌پذیر هستند و برای کاربردهایی که صرفه‌جویی در فضا و انعطاف‌پذیری اولویت‌های اصلی هستند، مناسب هستند.

## جداول اندازه‌های AWG
جدول زیر نشان می‌دهد داده‌های مختلف از جمله هر دو مقاومت سنجه‌های مختلف سیم و جریان مجاز (جریان‌پذیری) بر اساس یک رسانای مسی با عایق پلاستیکی. اطلاعات قطر در جدول مربوط به سیم‌های مفتولی است. سیم‌های رشته‌ای با محاسبه سطح مس مقطعی معادل محاسبه می‌شوند. جریان ذوب (سیم ذوب) بر اساس ۲۵ درجه سلسیوس (۷۷ درجه فارنهایت) تخمین‌زده می‌شود. جدول زیر فرکانس‌های DC یا AC را برابر با ۶۰ هرتز یا کمتر فرض می‌کند، و اثر پوستی را در نظر نمی‌گیرد. «دورهای سیم به ازای هر واحد طول» متقابل قطر رسانا است؛ بنابراین حد بالایی برای پیچیدن سیم در شکل مارپیچ (نگاه کنید به سیم‌لوله)، بر اساس سیم لخت است.
| AWG        | قطر     | قطر    | دور سیم، بدون عایق | دور سیم، بدون عایق | مساحت   | مساحت   | سیم مسی    | سیم مسی    | سیم مسی | سیم مسی | سیم مسی | سیم مسی   | سیم مسی   | سیم مسی       |
| AWG        | قطر     | قطر    | دور سیم، بدون عایق | دور سیم، بدون عایق | مساحت   | مساحت   | مقاومت/طول | مقاومت/طول | جریان‌پذیری، نرخ درجه حرارت مواد عایق ۲۰ درجه سانتیگراد، یا برای سیم‌های تک افشان در تجهیزات برای 16 AWG و کوچک‌تر | جریان‌پذیری، نرخ درجه حرارت مواد عایق ۲۰ درجه سانتیگراد، یا برای سیم‌های تک افشان در تجهیزات برای 16 AWG و کوچک‌تر | جریان‌پذیری، نرخ درجه حرارت مواد عایق ۲۰ درجه سانتیگراد، یا برای سیم‌های تک افشان در تجهیزات برای 16 AWG و کوچک‌تر | جریان ذوب | جریان ذوب | جریان ذوب     |
| AWG        | قطر     | قطر    | دور سیم، بدون عایق | دور سیم، بدون عایق | مساحت   | مساحت   | مقاومت/طول | مقاومت/طول | ۶۰°C | ۷۵°C | ۹۰°C | پریس      | آندردانک  | آندردانک      |
| AWG        | (in)    | (mm)   | (per in)           | (per cm)           | (kcmil) | (mm2)   | (mΩ/m)     | (mΩ/ft)    | (آمپر) | (آمپر) | (آمپر) | ~۱۰ ثانیه | ۱ ثانیه   | ۳۲ میلی ثانیه |
| ---------- | ------- | ------ | ------------------ | ------------------ | ------- | ------- | ---------- | ---------- | --- | --- | --- | --------- | --------- | ------------- |
| ۰۰۰۰ (۴/۰) | ۰٫۴۶۰۰  | ۱۱٫۶۸۴ | ۲٫۱۷               | ۰٫۸۵۶              | ۲۱۲     | ۱۰۷     | ۰٫۱۶۰۸     | ۰٫۰۴۹۰۱    | ۱۹۵ | ۲۳۰ | ۲۶۰ | 3.2 kA    | 33 kA     | 182 kA        |
| ۰۰۰ (۳/۰)  | ۰٫۴۰۹۶  | ۱۰٫۴۰۵ | ۲٫۴۴               | ۰٫۹۶۱              | ۱۶۸     | ۸۵٫۰    | ۰٫۲۰۲۸     | ۰٫۰۶۱۸۰    | ۱۶۵ | ۲۰۰ | ۲۲۵ | 2.7 kA    | 26 kA     | 144 kA        |
| ۰۰ (۲/۰)   | ۰٫۳۶۴۸  | ۹٫۲۶۶  | ۲٫۷۴               | ۱٫۰۸               | ۱۳۳     | ۶۷٫۴    | ۰٫۲۵۵۷     | ۰٫۰۷۷۹۳    | ۱۴۵ | ۱۷۵ | ۱۹۵ | 2.3 kA    | 21 kA     | 115 kA        |
| ۰ (۱/۰)    | ۰٫۳۲۴۹  | ۸٫۲۵۱  | ۳٫۰۸               | ۱٫۲۱               | ۱۰۶     | ۵۳٫۵    | ۰٫۳۲۲۴     | ۰٫۰۹۸۲۷    | ۱۲۵ | ۱۵۰ | ۱۷۰ | 1.9 kA    | 16 kA     | 91 kA         |
| ۱          | ۰٫۲۸۹۳  | ۷٫۳۴۸  | ۳٫۴۶               | ۱٫۳۶               | ۸۳٫۷    | ۴۲٫۴    | ۰٫۴۰۶۶     | ۰٫۱۲۳۹     | ۱۱۰ | ۱۳۰ | ۱۴۵ | 1.6 kA    | 13 kA     | 72 kA         |
| ۲          | ۰٫۲۵۷۶  | ۶٫۵۴۴  | ۳٫۸۸               | ۱٫۵۳               | ۶۶٫۴    | ۳۳٫۶    | ۰٫۵۱۲۷     | ۰٫۱۵۶۳     | ۹۵ | ۱۱۵ | ۱۳۰ | 1.3 kA    | 10.2 kA   | 57 kA         |
| ۳          | ۰٫۲۲۹۴  | ۵٫۸۲۷  | ۴٫۳۶               | ۱٫۷۲               | ۵۲٫۶    | ۲۶٫۷    | ۰٫۶۴۶۵     | ۰٫۱۹۷۰     | ۸۵ | ۱۰۰ | ۱۱۵ | 1.1 kA    | 8.1 kA    | 45 kA         |
| ۴          | ۰٫۲۰۴۳  | ۵٫۱۸۹  | ۴٫۸۹               | ۱٫۹۳               | ۴۱٫۷    | ۲۱٫۲    | ۰٫۸۱۵۲     | ۰٫۲۴۸۵     | ۷۰ | ۸۵ | ۹۵ | 946 A     | 6.4 kA    | 36 kA         |
| ۵          | ۰٫۱۸۱۹  | ۴٫۶۲۱  | ۵٫۵۰               | ۲٫۱۶               | ۳۳٫۱    | ۱۶٫۸    | ۱٫۰۲۸      | ۰٫۳۱۳۳     | | | | 795 A     | 5.1 kA    | 28 kA         |
| ۶          | ۰٫۱۶۲۰  | ۴٫۱۱۵  | ۶٫۱۷               | ۲٫۴۳               | ۲۶٫۳    | ۱۳٫۳    | ۱٫۲۹۶      | ۰٫۳۹۵۱     | ۵۵ | ۶۵ | ۷۵ | 668 A     | 4.0 kA    | 23 kA         |
| ۷          | ۰٫۱۴۴۳  | ۳٫۶۶۵  | ۶٫۹۳               | ۲٫۷۳               | ۲۰٫۸    | ۱۰٫۵    | ۱٫۶۳۴      | ۰٫۴۹۸۲     | | | | 561 A     | 3.2 kA    | 18 kA         |
| ۸          | ۰٫۱۲۸۵  | ۳٫۲۶۴  | ۷٫۷۸               | ۳٫۰۶               | ۱۶٫۵    | ۸٫۳۷    | ۲٫۰۶۱      | ۰٫۶۲۸۲     | ۴۰ | ۵۰ | ۵۵ | 472 A     | 2.5 kA    | 14 kA         |
| ۹          | ۰٫۱۱۴۴  | ۲٫۹۰۶  | ۸٫۷۴               | ۳٫۴۴               | ۱۳٫۱    | ۶٫۶۳    | ۲٫۵۹۹      | ۰٫۷۹۲۱     | | | | 396 A     | 2.0 kA    | 11 kA         |
| ۱۰         | ۰٫۱۰۱۹  | ۲٫۵۸۸  | ۹٫۸۱               | ۳٫۸۶               | ۱۰٫۴    | ۵٫۲۶    | ۳٫۲۷۷      | ۰٫۹۹۸۹     | ۳۰ | ۳۵ | ۴۰ | 333 A     | 1.6 kA    | 8.9 kA        |
| ۱۱         | ۰٫۰۹۰۷  | ۲٫۳۰۵  | ۱۱٫۰               | ۴٫۳۴               | ۸٫۲۳    | ۴٫۱۷    | ۴٫۱۳۲      | ۱٫۲۶۰      | | | | 280 A     | 1.3 kA    | 7.1 kA        |
| ۱۲         | ۰٫۰۸۰۸  | ۲٫۰۵۳  | ۱۲٫۴               | ۴٫۸۷               | ۶٫۵۳    | ۳٫۳۱    | ۵٫۲۱۱      | ۱٫۵۸۸      | ۲۰ | ۲۵ | ۳۰ | 235 A     | 1.0 kA    | 5.6 kA        |
| ۱۳         | ۰٫۰۷۲۰  | ۱٫۸۲۸  | ۱۳٫۹               | ۵٫۴۷               | ۵٫۱۸    | ۲٫۶۲    | ۶٫۵۷۱      | ۲٫۰۰۳      | | | | 198 A     | 798 A     | 4.5 kA        |
| ۱۴         | ۰٫۰۶۴۱  | ۱٫۶۲۸  | ۱۵٫۶               | ۶٫۱۴               | ۴٫۱۱    | ۲٫۰۸    | ۸٫۲۸۶      | ۲٫۵۲۵      | ۱۵ | ۲۰ | ۲۵ | 166 A     | 633 A     | 3.5 kA        |
| ۱۵         | ۰٫۰۵۷۱  | ۱٫۴۵۰  | ۱۷٫۵               | ۶٫۹۰               | ۳٫۲۶    | ۱٫۶۵    | ۱۰٫۴۵      | ۳٫۱۸۴      | | | | 140 A     | 502 A     | 2.8 kA        |
| ۱۶         | ۰٫۰۵۰۸  | ۱٫۲۹۱  | ۱۹٫۷               | ۷٫۷۵               | ۲٫۵۸    | ۱٫۳۱    | ۱۳٫۱۷      | ۴٫۰۱۶      | | | ۱۸ | 117 A     | 398 A     | 2.2 kA        |
| ۱۷         | ۰٫۰۴۵۳  | ۱٫۱۵۰  | ۲۲٫۱               | ۸٫۷۰               | ۲٫۰۵    | ۱٫۰۴    | ۱۶٫۶۱      | ۵٫۰۶۴      | | | | 99 A      | 316 A     | 1.8 kA        |
| ۱۸         | ۰٫۰۴۰۳  | ۱٫۰۲۴  | ۲۴٫۸               | ۹٫۷۷               | ۱٫۶۲    | ۰٫۸۲۳   | ۲۰٫۹۵      | ۶٫۳۸۵      | ۱۰ | ۱۴ | ۱۶ | 83 A      | 250 A     | 1.4 kA        |
| ۱۹         | ۰٫۰۳۵۹  | ۰٫۹۱۲  | ۲۷٫۹               | ۱۱٫۰               | ۱٫۲۹    | ۰٫۶۵۳   | ۲۶٫۴۲      | ۸٫۰۵۱      | — | — | — | 70 A      | 198 A     | 1.1 kA        |
| ۲۰         | ۰٫۰۳۲۰  | ۰٫۸۱۲  | ۳۱٫۳               | ۱۲٫۳               | ۱٫۰۲    | ۰٫۵۱۸   | ۳۳٫۳۱      | ۱۰٫۱۵      | ۵ | ۱۱ | — | 58.5 A    | 158 A     | 882 A         |
| ۲۱         | ۰٫۰۲۸۵  | ۰٫۷۲۳  | ۳۵٫۱               | ۱۳٫۸               | ۰٫۸۱۰   | ۰٫۴۱۰   | ۴۲٫۰۰      | ۱۲٫۸۰      | — | — | — | 49 A      | 125 A     | 700 A         |
| ۲۲         | ۰٫۰۲۵۳  | ۰٫۶۴۴  | ۳۹٫۵               | ۱۵٫۵               | ۰٫۶۴۲   | ۰٫۳۲۶   | ۵۲٫۹۶      | ۱۶٫۱۴      | ۳ | ۷ | — | 41 A      | 99 A      | 551 A         |
| ۲۳         | ۰٫۰۲۲۶  | ۰٫۵۷۳  | ۴۴٫۳               | ۱۷٫۴               | ۰٫۵۰۹   | ۰٫۲۵۸   | ۶۶٫۷۹      | ۲۰٫۳۶      | — | — | — | 35 A      | 79 A      | 440 A         |
| ۲۴         | ۰٫۰۲۰۱  | ۰٫۵۱۱  | ۴۹٫۷               | ۱۹٫۶               | ۰٫۴۰۴   | ۰٫۲۰۵   | ۸۴٫۲۲      | ۲۵٫۶۷      | ۲٫۱ | ۳٫۵ | — | 29 A      | 62 A      | 348 A         |
| ۲۵         | ۰٫۰۱۷۹  | ۰٫۴۵۵  | ۵۵٫۹               | ۲۲٫۰               | ۰٫۳۲۰   | ۰٫۱۶۲   | ۱۰۶٫۲      | ۳۲٫۳۷      | — | — | — | 24 A      | 49 A      | 276 A         |
| ۲۶         | ۰٫۰۱۵۹  | ۰٫۴۰۵  | ۶۲٫۷               | ۲۴٫۷               | ۰٫۲۵۴   | ۰٫۱۲۹   | ۱۳۳٫۹      | ۴۰٫۸۱      | ۱٫۳ | ۲٫۲ | — | 20 A      | 39 A      | 218 A         |
| ۲۷         | ۰٫۰۱۴۲  | ۰٫۳۶۱  | ۷۰٫۴               | ۲۷٫۷               | ۰٫۲۰۲   | ۰٫۱۰۲   | ۱۶۸٫۹      | ۵۱٫۴۷      | — | — | — | 17 A      | 31 A      | 174 A         |
| ۲۸         | ۰٫۰۱۲۶  | ۰٫۳۲۱  | ۷۹٫۱               | ۳۱٫۱               | ۰٫۱۶۰   | ۰٫۰۸۱۰  | ۲۱۲٫۹      | ۶۴٫۹۰      | ۰٫۸۳ | ۱٫۴ | — | 14 A      | 24 A      | 137 A         |
| ۲۹         | ۰٫۰۱۱۳  | ۰٫۲۸۶  | ۸۸٫۸               | ۳۵٫۰               | ۰٫۱۲۷   | ۰٫۰۶۴۲  | ۲۶۸٫۵      | ۸۱٫۸۴      | — | — | — | 12 A      | 20 A      | 110 A         |
| ۳۰         | ۰٫۰۱۰۰  | ۰٫۲۵۵  | ۹۹٫۷               | ۳۹٫۳               | ۰٫۱۰۱   | ۰٫۰۵۰۹  | ۳۳۸٫۶      | ۱۰۳٫۲      | ۰٫۵۲ | ۰٫۸۶ | — | 10 A      | 15 A      | 86 A          |
| ۳۱         | ۰٫۰۰۸۹۳ | ۰٫۲۲۷  | ۱۱۲                | ۴۴٫۱               | ۰٫۰۷۹۷  | ۰٫۰۴۰۴  | ۴۲۶٫۹      | ۱۳۰٫۱      | — | — | — | 9 A       | 12 A      | 69 A          |
| ۳۲         | ۰٫۰۰۷۹۵ | ۰٫۲۰۲  | ۱۲۶                | ۴۹٫۵               | ۰٫۰۶۳۲  | ۰٫۰۳۲۰  | ۵۳۸٫۳      | ۱۶۴٫۱      | ۰٫۳۲ | ۰٫۵۳ | — | 7 A       | 10 A      | 54 A          |
| ۳۳         | ۰٫۰۰۷۰۸ | ۰٫۱۸۰  | ۱۴۱                | ۵۵٫۶               | ۰٫۰۵۰۱  | ۰٫۰۲۵۴  | ۶۷۸٫۸      | ۲۰۶٫۹      | — | — | — | 6 A       | 7.7 A     | 43 A          |
| ۳۴         | ۰٫۰۰۶۳۰ | ۰٫۱۶۰  | ۱۵۹                | ۶۲٫۴               | ۰٫۰۳۹۸  | ۰٫۰۲۰۱  | ۸۵۶٫۰      | ۲۶۰٫۹      | ۰٫۱۸ | ۰٫۳ | — | ۵ A       | ۶٫۱ A     | ۳۴ A          |
| ۳۵         | ۰٫۰۰۵۶۱ | ۰٫۱۴۳  | ۱۷۸                | ۷۰٫۱               | ۰٫۰۳۱۵  | ۰٫۰۱۶۰  | ۱۰۷۹       | ۳۲۹٫۰      | — | — | — | ۴ A       | ۴٫۸ A     | ۲۷ A          |
| ۳۶         | ۰٫۰۰۵۰۰ | ۰٫۱۲۷  | ۲۰۰                | ۷۸٫۷               | ۰٫۰۲۵۰  | ۰٫۰۱۲۷  | ۱۳۶۱       | ۴۱۴٫۸      | — | — | — | 4 A       | 3.9 A     | 22 A          |
| ۳۷         | ۰٫۰۰۴۴۵ | ۰٫۱۱۳  | ۲۲۵                | ۸۸٫۴               | ۰٫۰۱۹۸  | ۰٫۰۱۰۰  | ۱۷۱۶       | ۵۲۳٫۱      | — | — | — | 3 A       | 3.1 A     | 17 A          |
| ۳۸         | ۰٫۰۰۳۹۷ | ۰٫۱۰۱  | ۲۵۲                | ۹۹٫۳               | ۰٫۰۱۵۷  | ۰٫۰۰۷۹۷ | ۲۱۶۴       | ۶۵۹٫۶      | — | — | — | 3 A       | 2.4 A     | 14 A          |
| ۳۹         | ۰٫۰۰۳۵۳ | ۰٫۰۸۹۷ | ۲۸۳                | ۱۱۱                | ۰٫۰۱۲۵  | ۰٫۰۰۶۳۲ | ۲۷۲۹       | ۸۳۱٫۸      | — | — | — | 2 A       | 1.9 A     | 11 A          |
| ۴۰         | ۰٫۰۰۳۱۴ | ۰٫۰۷۹۹ | ۳۱۸                | ۱۲۵                | ۰٫۰۰۹۸۹ | ۰٫۰۰۵۰۱ | ۳۴۴۱       | ۱۰۴۹       | — | — | — | 1 A       | 1.5 A     | 8.5 A         |

## تاثیر شماره AWG بر ویژگی های سیم
در واقع، گیج سیم از جنبه‌های زیر تأثیر بسزایی بر عملکرد و ویژگی‌های کابل‌های اترنت دارد:

### 1. کیفیت سیگنال:
هادی‌های ضخیم‌تر مقاومت کمتری دارند، به این معنی که می‌توانند سیگنال‌ها را در فواصل طولانی‌تر با اتلاف سیگنال کمتر حمل کنند و همچنین می‌توانند از سرعت‌های بالاتر انتقال داده پشتیبانی کنند. این ویژگی در انتقال داده با سرعت بالا مانند اترنت 10 گیگابیتی (10 گیگابیت) و فراتر از آن بسیار مهم است.

### 2. گرما و جریان هوا:
کابل‌های ضخیم‌تر گرمای کمتری تولید می‌کنند، اما در طول کوتاه (یک متر یا کمتر)، تفاوت تولید گرما بین کابل‌های اترنت ضخیم و نازک به مقدار زیادی نمی‌رسد. در همین حال، کابل‌های نازک‌تر برای جریان هوا بهتر هستند - فقط فضای بیشتری برای هوا بین کابل‌ها وجود دارد. با بهبود جریان هوا، مدیریت حرارت بهتری به وجود می‌آید، که به ویژه برای کمدهای شبکه یا دیگر فضاهای بسیار متراکم مناسب است.

### 3. انعطاف‌پذیری و محدودیت‌های فضا:
کابل‌های ضخیم‌تر به وضوح با توجه به ظاهرشان انعطاف‌پذیری کمتری دارند. در حالی که هادی های نازک تر انعطاف پذیرتر هستند و در شرایطی که مسیریابی کابل و انعطاف پذیری ضروری است ترجیح داده می شوند. آنها در مسیرهای بسیار کوتاه یا از طریق موقعیت‌های نامناسب به هم متصل می‌شوند و به طراحان شبکه آزادی بیشتری می‌دهند.

### 4. Power Over Ethernet (PoE):
هنگام انتقال نیرو همراه با داده ها، هادی های ضخیم تر برای تحمل بارهای توان بالاتر مجهزتر هستند. این هنگام اتصال دستگاه‌هایی مانند دوربین‌های امنیتی، نقاط دسترسی و تلفن‌های IP که به PoE متکی هستند، مهم است.

### 5. هزینه و در دسترس بودن:
هادی های نازک تر معمولاً ارزان تر هستند و به راحتی در دسترس هستند. این می تواند آنها را به یک انتخاب مقرون به صرفه برای برنامه های خاص تبدیل کند.
1. ↑  یا، معادل، Ω/km
2. ↑  یا، معادل، Ω/kft
3. 1 2 3 4  دقیقاً، با تعریف

## برای مطالعهٔ بیشتر
- File:Gauge Chart.pdf